# Lawrence Leighton Smith
Pour les articles homonymes, voir Smith.
Lawrence Leighton Smith, né le 8 avril 1936 à Portland en Oregon et mort le 25 octobre 2013 à Colorado Springs dans le Colorado (à 77 ans), est un chef d'orchestre et un pianiste américain. Il est le premier chef d'orchestre américain à être enregistré avec l'Orchestre philharmonique de Moscou.

## Biographie
Il étudie le piano avec Ariel Rubstein à Portland et avec Leonard Shure à New York. Il sort diplômé de l'Université d'État de Portland en 1956 et du Mannes College of Music en 1959. Il obtient un doctorat à l'Université de Louisville en 1992.
En 1964, Smith remporte la Compétition internationale Mitropoulos, du nom du compositeur, chef d'orchestre et pianiste grec Dimitri Mitropoulos.